# ウガンダ・プレミアリーグ
ウガンダ・プレミアリーグ（英語: Uganda Premier League）は1968年に創設されたウガンダの国内最高位のサッカーリーグ。ウガンダサッカー連盟 (FUFA) によって運営されている。以前はウガンダ・スーパーリーグ（Uganda Super League） と称していたが、ブランドとマーケティング上の目的から2014-15シーズンに改称した
。
中国のメディア企業スタータイムズ（四達時代）の協賛により「スタータイムズ・ウガンダ・プレミアリーグ」とも呼ばれる。

## 参加クラブ（2011-2012）
- Bul Bidco FC
- Bunamwaya SC (ワキソ)
- エクスプレスFC （カンパラ）
- ファイア・マスターズFC （カンパラ）
- ホイマFC (ホイマ)
- カンパラ・シティ・カウンシルFC （カンパラ）
- マルーンズFC （カンパラ）
- マサカ地方FC （マサカ）- カンパラ市内のウガンダ・ナショナル・スタジアム（収容人数45,202人）も併用する。
- ポリスFC （ジンジャ）
- プロラインFC (ブイクェ) - カンパラ市内のナキヴボ・スタジアム（収容人数15,000人）も併用する。
- シンバFC (ボンボ)
- ウガンダ・レヴェニュー・オーソリティSC （カンパラ）
- UTODA FC （カンパラ）
- ビクターズSC （カンパラ）- 同市内のウガンダ・ナショナル・スタジアム（収容人数45,202人）も併用する。
- ヴィラSC （カンパラ）
- ウォーターFC

## 歴代優勝クラブ
| - 1968 : プリズンズFC (カンパラ) - 1969 : プリズンズFC (カンパラ) - 1970 : コーヒー・ユナイテッドSC （カキラ） - 1971 : シンバFC (ルガジ) - 1974 : エクスプレスFC （カンパラ） - 1975 : エクスプレスFC （カンパラ） - 1976 : カンパラ・シティ・カウンシルFC （カンパラ） - 1977 : カンパラ・シティ・カウンシルFC （カンパラ） - 1978 : シンバFC (ルガジ) - 1979 : ウガンダ・コマーシャル・バンクFC (カンパラ) - 1980 : ナイル・ブルワリーズFC (ジンジャ) - 1981 : カンパラ・シティ・カウンシルFC （カンパラ） - 1982 : ヴィラSC (カンパラ) - 1983 : カンパラ・シティ・カウンシルFC （カンパラ） - 1984 : ヴィラSC (カンパラ) - 1985 : カンパラ・シティ・カウンシルFC （カンパラ） - 1986 : ヴィラSC (カンパラ) | - 1987 : ヴィラSC (カンパラ) - 1988 : ヴィラSC (カンパラ) - 1989 : ヴィラSC (カンパラ) - 1990 : ヴィラSC (カンパラ) - 1991 : カンパラ・シティ・カウンシルFC （カンパラ） - 1992 : ヴィラSC (カンパラ) - 1993 : エクスプレスFC （カンパラ） - 1994 : ヴィラSC (カンパラ) - 1995 : エクスプレスFC （カンパラ） - 1996 : エクスプレスFC （カンパラ） - 1997 : カンパラ・シティ・カウンシルFC （カンパラ） - 1998 : ヴィラSC (カンパラ) - 1999 : ヴィラSC (カンパラ) - 2000 : ヴィラSC (カンパラ) - 2001 : ヴィラSC (カンパラ) - 2002 : ヴィラSC (カンパラ) - 2003 : ヴィラSC (カンパラ) | - 2004 : ヴィラSC (カンパラ) - 2005 : ポリスFC (ジンジャ) - 2006 : ウガンダ・レヴェニュー・オーソリティSC （カンパラ） - 2006-07 : ウガンダ・レヴェニュー・オーソリティSC （カンパラ） - 2007-08 : カンパラ・シティ・カウンシルFC （カンパラ） - 2008-09 : ウガンダ・レヴェニュー・オーソリティSC （カンパラ） - 2009-10 : Bunamwaya SC (ワキソ) - 2010-11 : ウガンダ・レヴェニュー・オーソリティSC （カンパラ） - 2011-12 : エクスプレスFC （カンパラ） - 2012-13 : カンパラ・シティ・カウンシルFC （カンパラ） - 2013-14 : カンパラ・シティ・カウンシルFC （カンパラ） - 2014-15 : バイパーズSC （ワキソ） - 2015-16 : カンパラ・シティ・カウンシルFC （カンパラ） - 2016-17 : カンパラ・シティ・カウンシルFC （カンパラ） - 2017-18 : バイパーズSC （ワキソ） - 2018-19 : カンパラ・シティ・カウンシルFC （カンパラ） - 2019-20 : バイパーズSC （ワキソ） - 2020-21 : エクスプレスFC （カンパラ） - 2021-22 : バイパーズSC （ワキソ） |  |

## クラブ別優勝回数
| クラブ                                 | 回数 |
| -------------------------------------- | ---- |
| ヴィラSC                               | 16   |
| カンパラ・シティ・カウンシルFC         | 13   |
| エクスプレスFC                         | 7    |
| Bunamwaya SC（バイパーズSC）           | 5    |
| ウガンダ・レヴェニュー・オーソリティSC | 4    |
| プリズンズFC                           | 2    |
| シンバFC                               | 2    |
| コーヒー・ユナイテッドSC               | 1    |
| ポリスFC                               | 1    |
| ウガンダ・コマーシャル・バンクFC       | 1    |
| ナイル・ブルワリーズFC                 | 1    |

## 歴代得点王
| シーズン | 選手                                     | 所属クラブ                                      | ゴール数 |
| 1998     | Charles Kayemba                          | ヴィラSC                                        | 18       |
| 1999     | アンドリュー・ムサカ                     | ヴィラSC                                        | 45       |
| 2001     | ハッサン・ムビル                         | エキスプレスFC                                  | 27       |
| 2002     | ハッサン・ムビル                         | エキスプレスFC                                  | 22       |
| 2002-03  | ハッサン・ムビル                         | エキスプレスFC                                  | 16       |
| 2004     | David Kiwanuka Robert Ssentongo          | ウガンダ・レヴェニュー・オーソリティSC シンバFC | 10       |
| 2005     | マーティン・ムワンガ Geoffrey Sserunkuma | ポリスFC カンパラ・シティ・カウンシルFC         | 8        |
| 2006     | Dan Walusimbi                            | ポリスFC                                        | 15       |
| 2007-08  | ブルーノ・オロボ Brian Omwony            | シンバFC カンパラ・シティ・カウンシルFC         | 15       |